# مجدالدین بغدادی
مجدالدین بغدادی از شاعران و عارفان ایرانی بود که در سال ۵۵۴ هجری متولد و در سال ۶۰۷ به امر علاالدین محمد خوارزم شاه در رود جیحون غرق شد. به اینصورت که مجدالدین که ترکان خاتون مادر محمد خوارزم شاه را پنهانی به عقد خود درآورده بود سبب رنجش سلطان شد و سلطان گفت شیخ را در جیحون غرق کنند 
اما در منابع بعد از عوفی برای کشته شدن وی سه علت ذکر کرده اند :
۱) به اتهام عشق ورزی به مادر سلطان محمد، به حکم سلطان کشته شد (حمدالله مستوفی ، همانجا)؛
۲) ازدواج پنهانی او با مادر سلطان محمد علنی شد، و وی را، به دستور سلطان ، به دجله انداختند (جامی ، همانجا؛
به گزارش دیگر، خواندمیر، ج ۲، ص ۶۴۷، در جیحون غرق کردند)؛
۳) مجدالدین بر اثر تهمتی حاکی از رابطه پنهانیش با زنی به نام لیلی ، و به دست همسر او کشته شد (زریاب خویی ، ص ۵۴۶ ـ ۵۴۷). به گزارش ابوالقاسم انصاری کازرونی (ص ۱۵۶ ـ ۱۵۷)
وی از مردم خوارزم و از مریدان شیخ نجم‌الدین کبری و از شاعران و نویسندگان خاص زمان خود است. از آثار وی میتوان به موارد زیر اشاره کرد:
- رساله در سفر (به فارسی)[۲]
- تُحْفَةُ البَرَرةِ فی المسائل العَشرة (ترجمه شده از عربی به فارسی)[۳]
- کتاب الأربعین معروف به اسم سَلْوَةُ المریدین فی فضائل ذِکر رَبِّ العالمین[۴]

رضا قلی خان هدایت در مجمع الفصحاء مجدالدین بغدادی را مربّی و مرشد معنوی عطار نیشابوری معرفی نموده‌است.